# なんばスカイオ
なんばスカイオ（英称: Namba Skyo）は、大阪市中央区難波にある複合商業施設。南海電気鉄道がかつて本社を置いていた南海会館ビル（1957年竣工）の跡地に建てられた超高層ビルである。

## 概要
関西国際空港を沿線に持つ同社は2027年度までの経営ビジョンと中期経営計画「共創136計画」において、近年増加傾向にあるインバウンド客に向けた難波地区の国際観光都市としての発展と都市機能の充実を目的とした「グレーターなんば」計画を推進しており、なんばスカイオはその一翼を担っている。
計画当初は「新南海会館ビル」という仮称だったが、2017年に行われた一般投票により「なんばスカイオ」に決定した。名称の由来として、関西国際空港に直結するターミナルである難波のランドマークとして、世界の「空 (Sky)」と大阪 (Osaka) の頭文字や地球の形状を表す「O」を組み合わせており、世界中の人が大阪に集い国際交流の「輪」が広がるようにという意味が込められている。
地下1階から9階の低層部は飲食店や金融、商業サービス施設が集積するエリアである。訪日外国人が関心を持つ日本の伝統・文化や健康などをフロアごとにコンセプトとして設定しており、大阪市内に本社がある象印マホービンが運営する食堂や南海沿線である堺市の伝統産業である堺刃物の企業などが店舗を構えている。また医療ツーリズムにも対応した医療機関も併設しており、訪日外国人旅行客を取り込む施設づくりを行っている。13階から30階までの高層部はコワーキングスペースなどが入居するオフィスゾーンとなっており、梅田や淀屋橋など同じ大阪市内と比べてオフィス街の側面が弱いミナミにおいてビジネスの拠点強化を目指している。

## フロア構成
- 13階 - 30階 - オフィスフロア
- 10階 - オフィスロビー
- 9階 - メディカルフロア

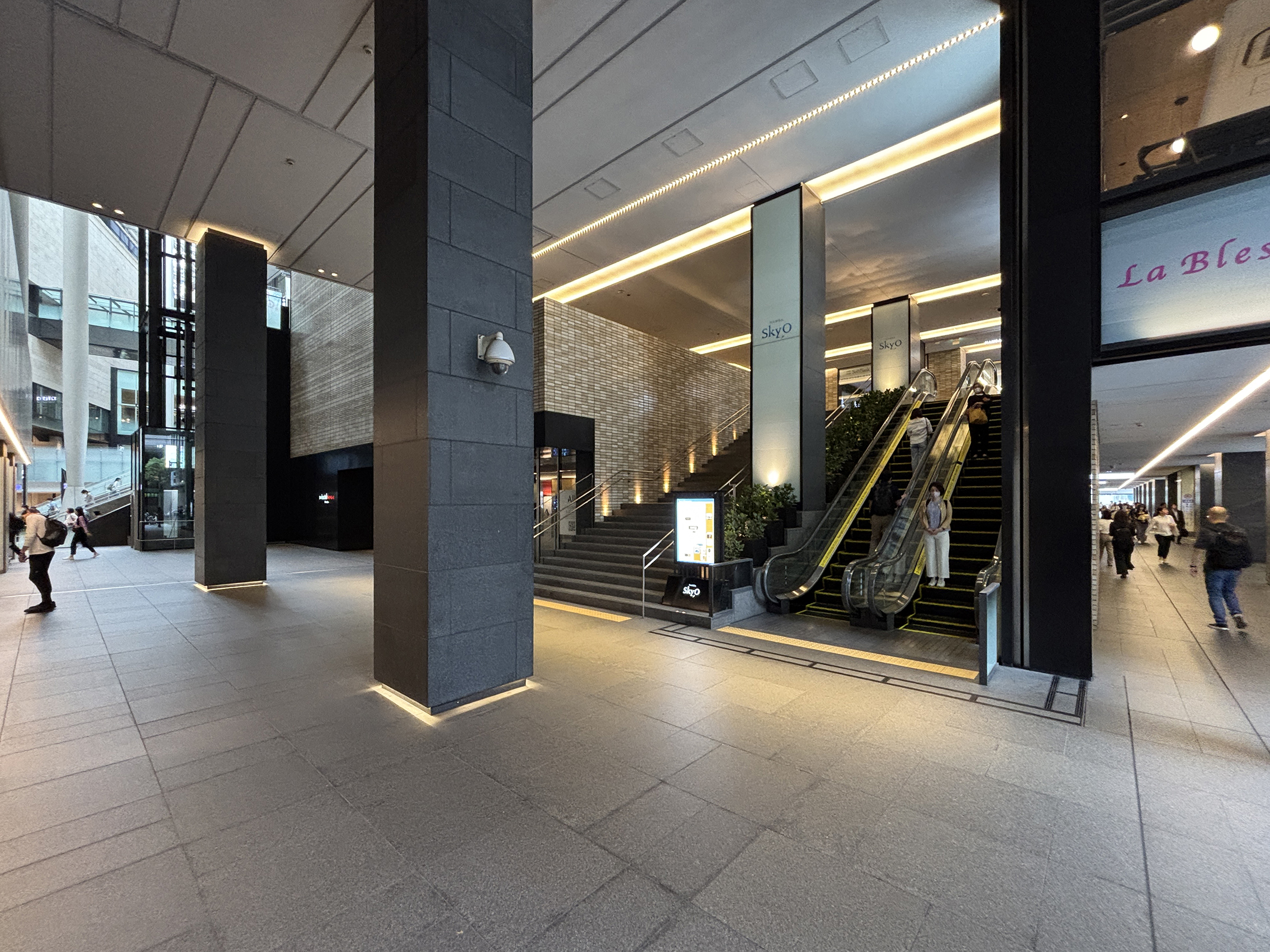
1階出入口

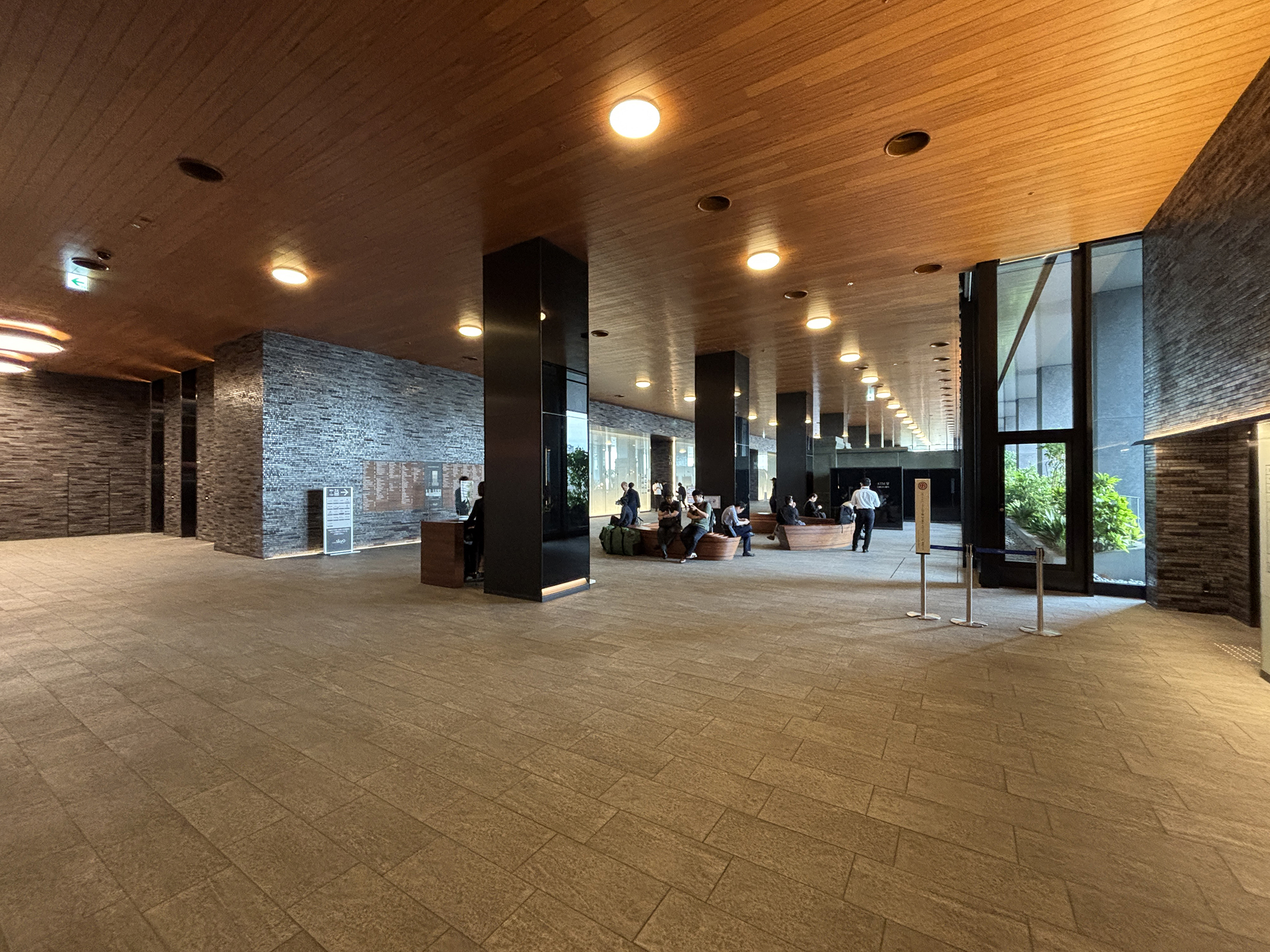
10階 - オフィスロビー

- 8階 - コンベンションホール・会議室フロア
- 7階 - コンベンションホール
- 2階 - 6階 - ショップ＆レストラン
- 1階 - オフィスエントランス・金融フロア

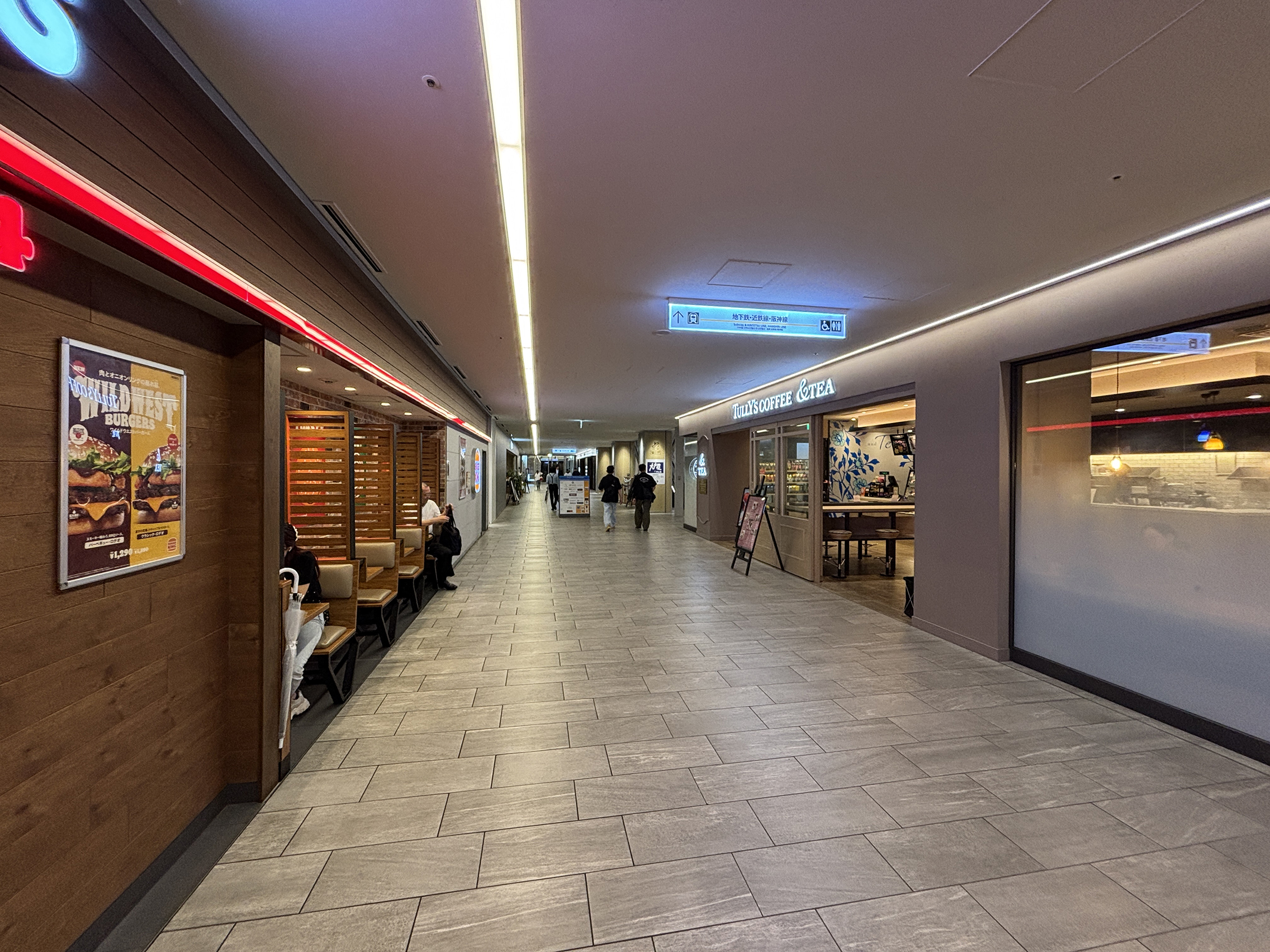
2階
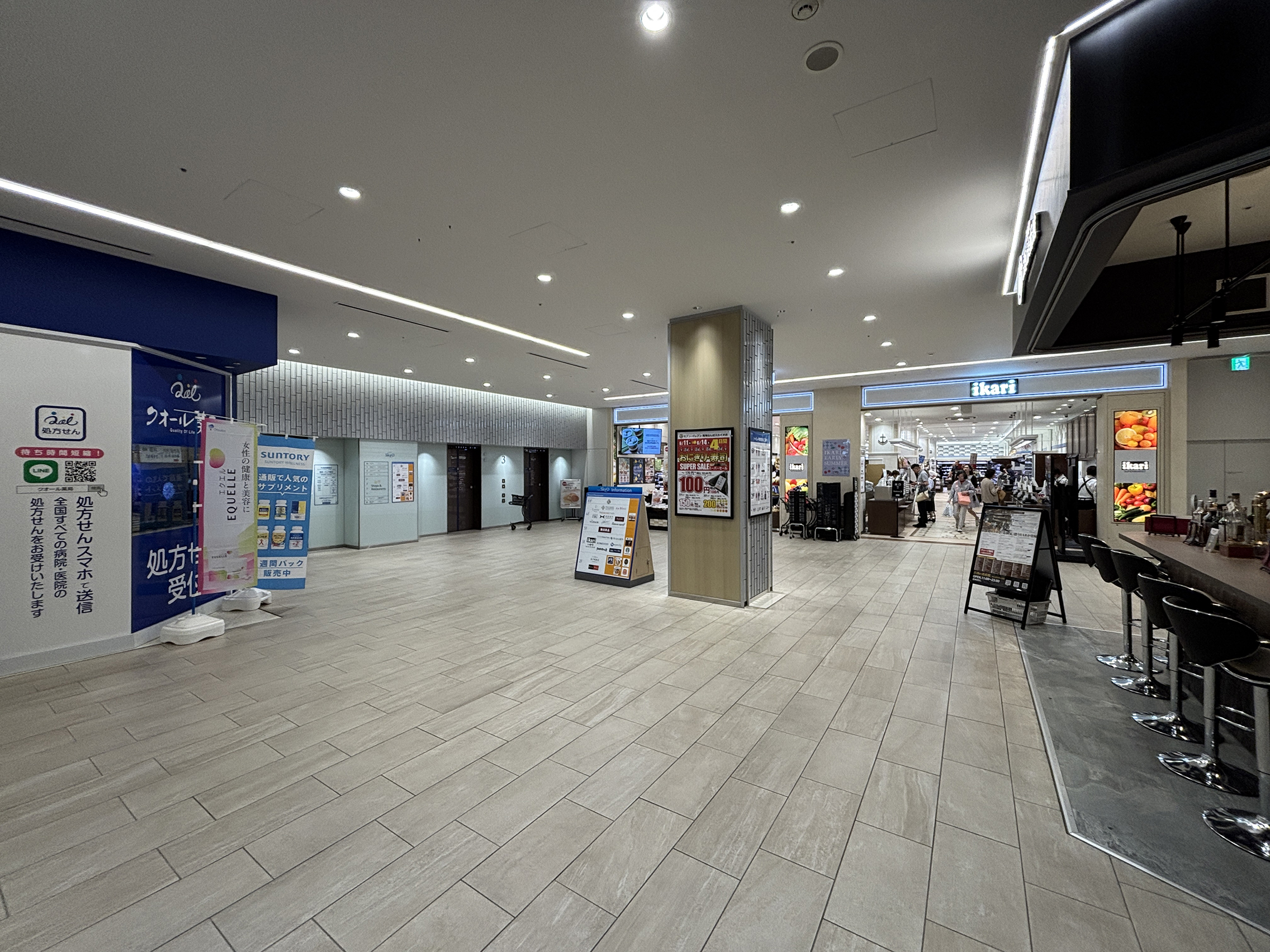
3階
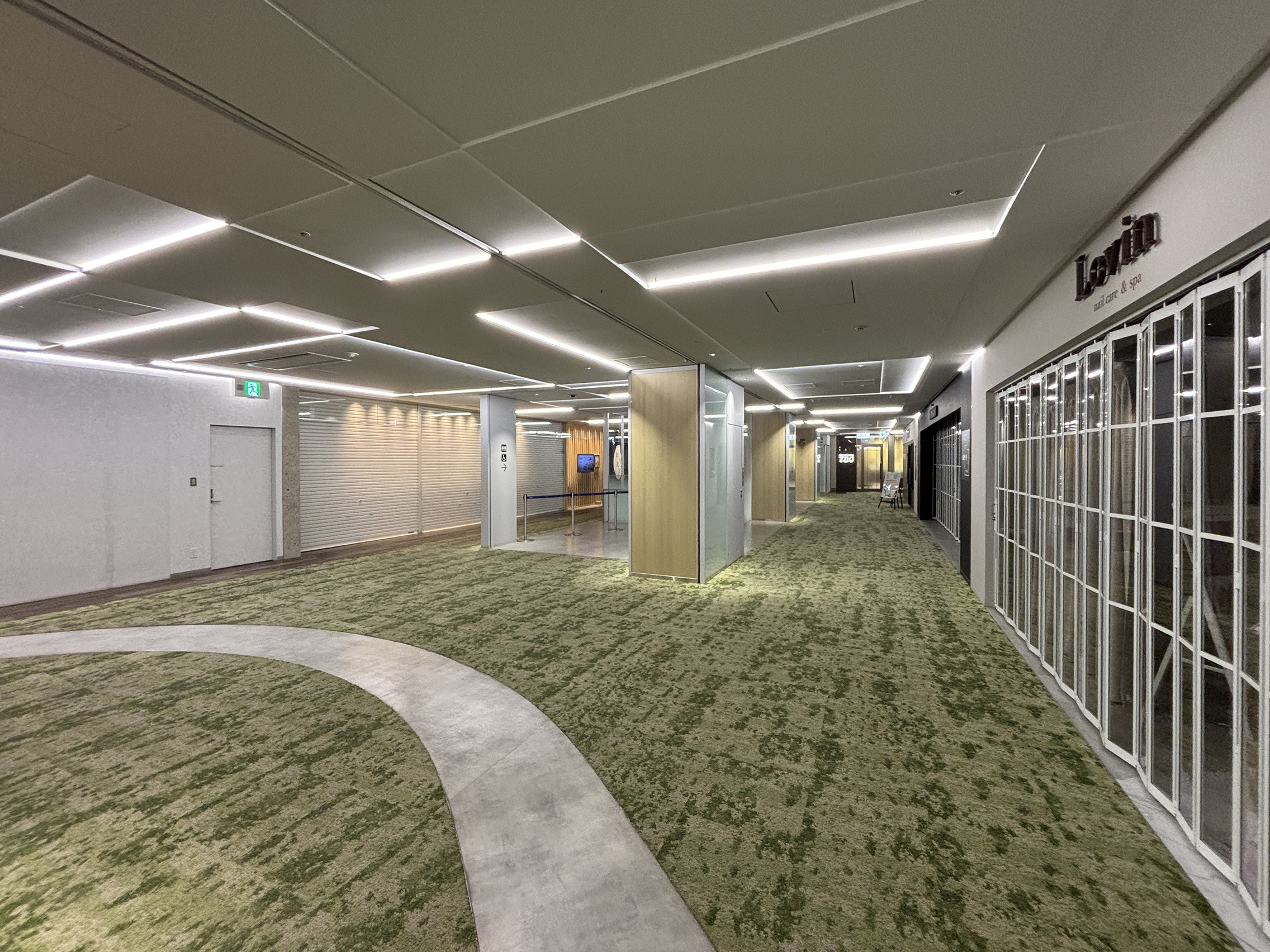
6階

### 入居する金融機関
- 1階 大阪難波郵便局、SMBC日興証券難波支店、池田泉州銀行難波支店
- 1・13階 三井住友銀行難波支店・大正区支店・天下茶屋支店・なんばスカイオ出張所・難波ローンプラザ  - ※2022年3月7日より、大正区支店が、2023年5月22日より、天下茶屋支店が移転し共同店舗となった。
- 2階 東京スター銀行難波支店ファイナンシャル・ラウンジ
- 14階 SMBC信託銀行難波支店
- 19階 りそな銀行難波支店・難波ローンプラザ、関西みらい銀行難波支店・難波南支店・なんば住宅ローンプラザ
- 21階 野村證券なんば支店
- 23階 大和証券難波支店
- 24階 三菱UFJ銀行難波支店・難波駅前支店・日本一支店・大阪恵美須支店

### 主な入居企業
- 14階 イズホーム なんば本社
- 18階 イムラ 大阪本社
- 22階 モリ工業 本社
- 23階 ラウンドワン 本社
- 29階 丸一鋼管 本社

## 交通

### 鉄道
- 南海 難波駅（中央口および南口）より直結
- Osaka Metro
  - 御堂筋線 なんば駅（南改札口）より徒歩約7分
  - 千日前線 なんば駅より徒歩約8分
  - 四つ橋線 なんば駅（北改札口）より徒歩9分
- 近鉄・阪神 大阪難波駅（東改札口）より徒歩約9分
- JR西日本 JR難波駅（北出口）より徒歩約11分
- 千日前線・近鉄奈良線 日本橋駅（中南改札口）より徒歩10分

### バス
- 大阪シティバス
  - 系統 8・60・75・84・85 なんばバス停おりばAより徒歩約2分
  - 系統 29・52・71・73・87 なんばバス停おりばBより徒歩約2分